# Písac
Písac (također Pisaq) nalazi se oko 33 kilometra od grada Cuzca, u Peruu. Arheološki dio naselja je jedan od najvažnijih u dolini Urubamba ili Svetoj dolini Inka (španj. El Valle Sagrado de los Incas) kako je još nazivaju. U naselju se nalazi dio iz Inka vremena kao i dio iz kolonijalnog vremena. Písac i njegov najveći trg je zabavno mjesto s jakim bojama gdje se nude različite rukotvorine na prodaju. Naselje je poznato po svojim astronomskim promatranjima.
Arhitektura Písaca iz kolonijalnog doba je sagrađena pod vodstvom kraljevog zamjenika Francisca de Toleda na ostacima zidova Inka indijanaca.
Ovdje se može sudjelovati na misi na kečuanskom jeziku među domorodnim indijancima i varayocs ili oblasnim gradonačelnicima (alcaldes). Također se može vidjeti kako indijanci ratari uzgajaju različite žitarice na kosinama brda.